# Polittico di Torchiara
Il polittico di Torchiara è un dipinto a tempera su tavola realizzato da Benedetto Bembo, conservato alla pinacoteca del Castello Sforzesco di Milano.

## Storia e descrizione
Il polittico fu realizzato nel 1462 dal pittore Benedetto Bembo, appartenente ad una famiglia di pittori attivi nel ducato di Milano, su commissione di Pier Maria Rossi, conte di San Secondo, che intendeva posizionarlo nella cappella del castello di Torrechiara, di sua proprietà: il polittico fu donato nel 1936 da Pia Prandoni, proprietaria dell'epoca del castello.
Il dipinto consiste in cinque partiture: al centro la Madonna col Bambino e angeli, sulla sinistra Sant'Antonio Abate e San Nicomede, mentre sulla destra sono rappresentati Santa Caterina d'Alessandria e San Pietro martire. Sotto alle cinque nicchie principali è presente una predella con i Dodici Apostoli.
Nell'opera, firmata e datata dal pittore, si nota il superamento degli stilemi tardogotici che avevano fino ad allora segnato il rinascimento lombardo: secondo Pietro Toesca l'opera risentirebbe dello stile della bottega dello Squarcione, mentre secondo Roberto Longhi il dipinto importerebbe i modi dello studiolo di Belfiore del rinascimento ferrarese.